# Варшавський договір (1745)
Варшавський договір 1745 року (пол. Traktat warszawski) — дипломатичні угоди, підписані у Варшаві 8 січня 1745 року учасниками Четверного союзу: Великою Британією, Австрією, Голландською республікою та Саксонією, щоб підтримати визнання прагматичної санкції та підтримати кандидатуру Марії-Терезії на престолі Австрійської імперії. Той умовно оборонний союз було сформовано під час війни за австрійську спадщину та вже впродовж кількох місяців усі, хто підписав договір, стали союзниками проти Франції.
Відповідно до умов договору курфюрст Саксонії Фрідріх Август II виставляв 30 000 солдатів в обмін на грошові субсидії від «морських держав» — британців і голландців. Поряд із раптовою смертю баварського герцога Карла VII та виходом з війни Баварії, що підписала Фюссенський мир, Варшавський договір різко змінив баланс сил у Німеччині. Союзники, зрештою, успішно забезпечили визнання Марії-Терезії Аахенським миром 1748 року.